# Ovenna guineacola
Ovenna guineacola là một loài bướm đêm thuộc phân họ Arctiinae, họ Erebidae.